# Jessica Caban
Pour les articles homonymes, voir Caban (homonymie).
Jessica Marie Caban, née le 13 juin 1982 à New York, est un mannequin américain, également actrice. 
Elle s'est fait connaître notamment lors de l'émission Model Latina dont elle fut la grande gagnante. De parents portoricains, elle grandit dans le quartier de Spanish Harlem à New York.

## Biographie

### Carrière
Jessica Caban commence sa carrière en 2002, après avoir été choisie pour représenter la ligne de Jennifer Lopez « J-Lo ». Elle tourne ensuite dans de nombreuses publicités, magazines. Elle décroche le rôle principal dans la vidéo Hola de Proyecto Uno. En 2008, Caban auditionne pour l'émission Model Latina, qui recherche des mannequins d'origine hispanique. Cette émission est filmée à Los Angeles, en Californie. Jessica Caban et Darlenis Duran  participent à la finale de la saison, et  a été couronnée premier modèle Latina. Elle a obtenu un contrat de 10 000 $ avec Q Gestion et a fait la couverture de magazines.

### Vie privée
En 2011, elle rencontre Bruno Mars lors d'un dîner avec ses copines dans un restaurant de New York. Après avoir traversé une crise de couple qui mène à une rupture, Bruno Mars réussit à la reconquérir. L'album Unorthodox Jukebox est écrit en grande partie pour Jessica Caban car la séparation inspira Bruno Mars pour beaucoup de chansons telles que When I Was Your Man.

## Filmographie

### Cinéma
- 2010 : Are You for Great Sex ? de Cynthia Hsiung : Théa Gala Larson

### Télévision

#### Émissions
- 2008 - 2011 : Model Latina : elle même

#### Séries télévisées
- 2016 - 2018 : Jane the Virgin de Jennie Snyder Urman : Sonia (4 épisodes)